# Martin Moro
Martin Moro (* 13. April 1968 in Graz/Steiermark/Österreich) ist ein österreichischer Musiker (Sänger, Gitarrist, Songwriter), der die österreichische Folk- und Blues-Szene seit den 1990er-Jahren mitgestaltet und als Musiker, Arrangeur und Produzent im deutschsprachigen Raum und dem angrenzenden Ausland tätig ist.
Ursprünglich Gitarrist (fingerpicking style) und Singer/Songwriter hat sich Martin Moro in den letzten Jahren zu einem Multiinstrumentalisten entwickelt, der vor allem seit der Jahrtausendwende auch als Arrangeur und Produzent tätig ist. Dazu zählen neben Aufnahmen und Einspielungen für diverse Band- und Solo-Musiker-Projekte auch Aufträge für Film, TV und Theater, aber auch zahlreiche Kinderproduktionen.

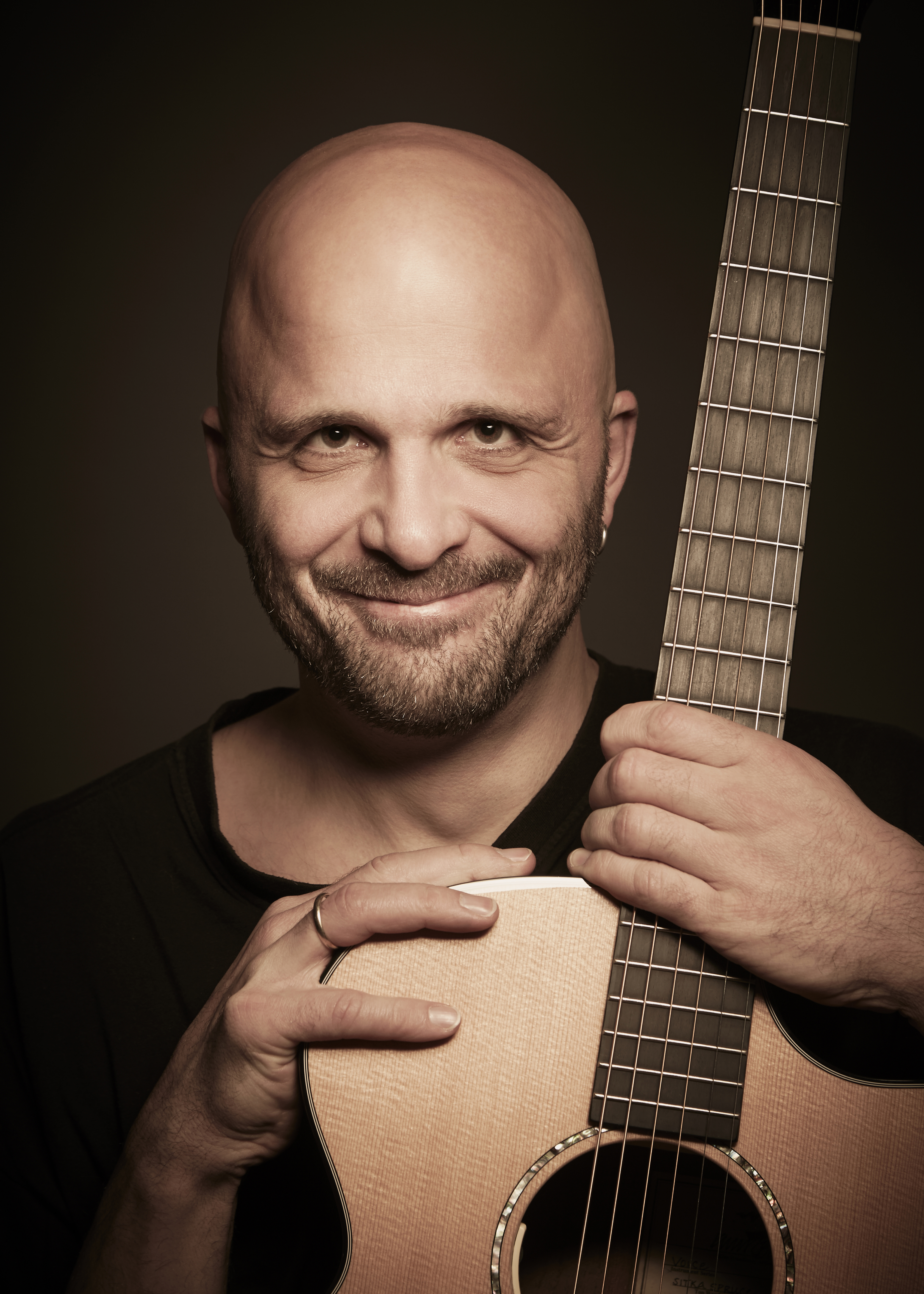
Martin Moro (2015)

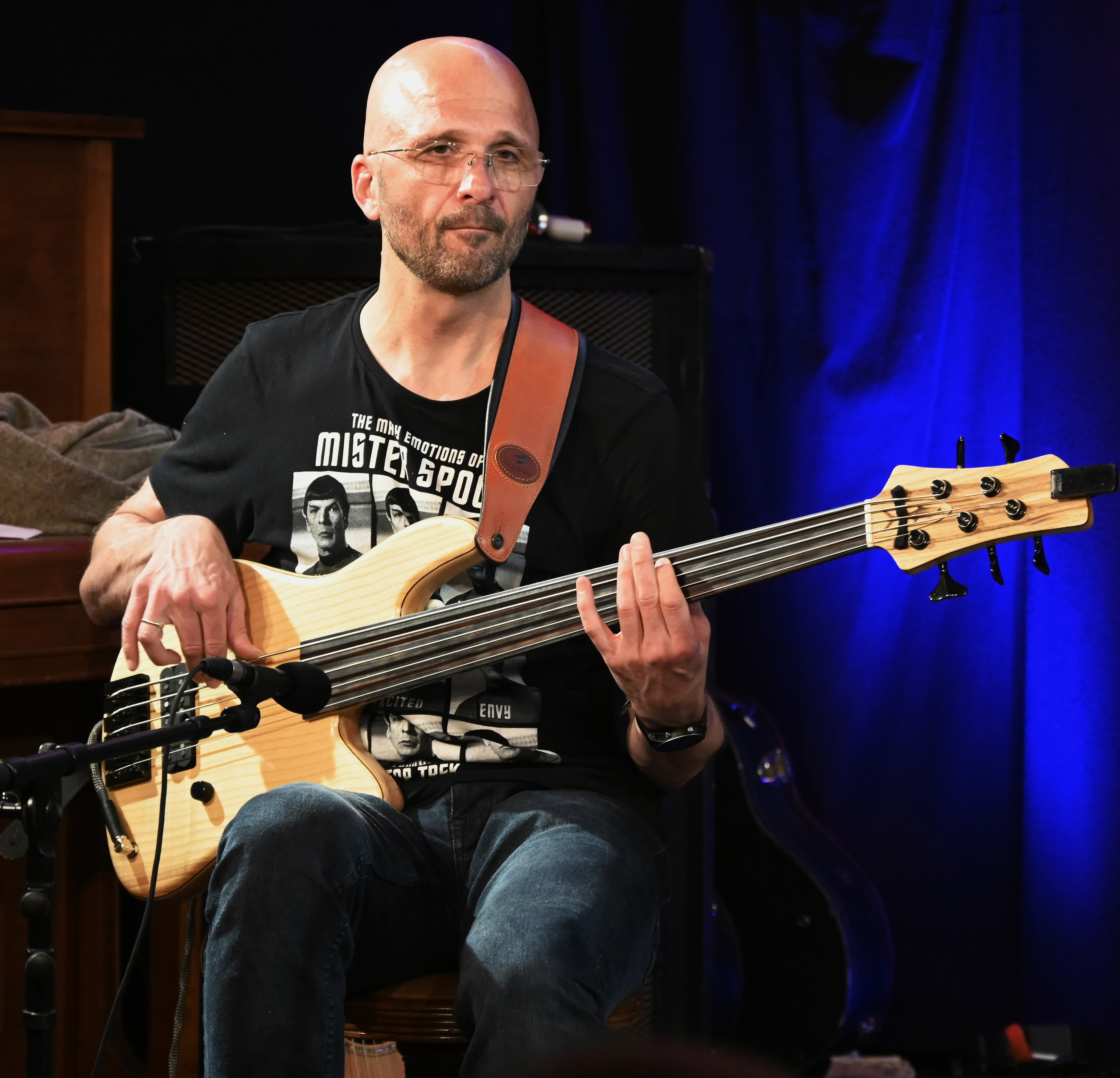
Martin Moro (2022)

## Werke
Solo
- odds & ends (Solo-Debüt-Album, 1993)
- Scenes (1996)
- Hambrug (2006)
- polished - The Breedlove Session (2014)
- Joy (2015)

für und mit „Sir“ Oliver Mally
- "Live Incidents" - Doppel-Album (2017, Live-Musiker, Live-Aufnahme)
- SHAPESHIFTER (2015, Studiomusiker, Produktion, Arrangeur)
- ol' dogs, nu yard (2010, Studiomusiker, Produktion, Arrangeur)

für und mit Martin Buchholz
- Herz in der Hand (1998, Studiomusiker, Co-Produzent und Arrangeur mit Eberhard Rink)
- Lebensläufer (Felsenfest-Verlag, 2000, Produktion)
- Alles Liebe (2004, Produktion zusammen mit dem deutschen Musiker und Produzenten Uli Kringler)
- Das gibt es noch (2007, Produktion)

für und mit Graymalkin
- Paniert (1996, Produktion)

für und mit gmoapartie
- Step by Step (Lobpreis-Album, 2003, Produktion)

für und mit Hannes Hager
- :Herz (2007, Produktion)

für und mit Quodlibet
- Heiter bis folkig (1997, Produktion)

für und mit den Rinks
- Einfach nur so (Rinks, 2001, Studiomusiker)
- Hallo, bunter Schmetterling (2007, Studioarbeit)

für und mit Tom Rohm
- Guitar Generation (1999, Produktion)

für und mit Andreas Safer
- Gwoxn (A niada a noar-Geiger Andreas Safer, ausgezeichnet mit dem Preis der deutschen Schallplattenkritik, 1994, Mitwirkender)

für und mit Danny Scott
- only when it’s time (Poetry & Music Album, 2004, Produktion, Mitmusiker: Jozef Luptak, Willi Platzer)

für und mit Sharona
- Hand in Hand (2007, Gastmusiker)

für und mit Squadune
- Invasion of the macho chests (1998, Produktion)
- Black Forest Tales (Livealbum, 2002)

für und mit Thomas Stipsits
- Soloalbum des Kabarettisten (2007, Gastmusiker)

für und mit Zwiezupf
- zwiezupf (1990)
- Collage (Zwiezupf-Abschieds-CD, 1994)

Diverses
- 1992 Komposition und Einspielung der Titelmusik für die Fernsehserie Come To Me für das russische Fernsehen
- 1994 Arrangeur für ORF-Produktion
- 1998 Jingleproduktion für die Sendung Nightlight Radio auf RTL
- 1999 Komposition Daniel si di Layon, Einspielung mit dem Vokal-Sextett Insingizi Emnyama aus Simbabwe
- 2000 Studiomusiker für Xtraordinary und Shenanigans
- 2005 Musik für das Theaterstück Loveletters mit Lechthaler & Belic
- 2006 Komposition und Produktion der Theatermusik für das Kishon-Stück Es war die Lerche von Lechthaler & Belic
- 2006 Einspielung der Filmmusik für Die Bauernprinzessin, Teil 2 mit Landluft
- 2006 Studioarbeit für Brunner & Brunner

- 2016
  - Musik für die ORF-Produktion „Land der Cowboys“
  - „Hab keine Angst“ Anita Stein. (Produktion, Arrangement, Studiomusiker, Mix & Mastering)
- 2017
  - Gastmusiker bei
  - „Das blonde Album“ von „Blonder Engel“. (Dobro, Mandolin, Lap Steel, Mix)
- 2018
  - Gastmusiker beim Album „Courage“ von Stuart Townend. (Dobro, Mandolin)
- 2019
  - „Summawind“ von Aniada a Noar. (Produzent und Studiomusiker, Mix)
- 2020
  - „Von Hütten zu Hütten“ von Schwarzbauer & Maklar. (Produzent und Studiomusiker, Mix)
  - Andi Beit & Martin Moro „Dieses Lied“. (Co-produzent, Co-Composer, Studiomusiker, Mix)

Kinderlieder-Produktionen
- Scheine, guter Mond scheine (1995, Studiomusiker und Arrangeur)
- Hier in unserer Straße (Rink Family, 1997, Studiomusiker und Arrangeur)
- Die drei vom Ast (1997, Studiomusiker und Arrangeur)
- Schau, da kommt der Sandmann (1997, Studiomusiker und Arrangeur)
- Let’s kläx (1997, Studiomusiker und Arrangeur)
- Die drei vom Ast (1998, Studiomusiker)
- Viele bunte Fäden (Rigma Verlag, 1999, Studiomusiker)
- Lustige Reisegeschichten (Verlag Anker, 1999)
- Churchie Peter (Kindermusical, 2001, Studiomusiker)

- odd & quirky (Archivmusik, 2002, Studiomusiker)

## Bands und Gruppen

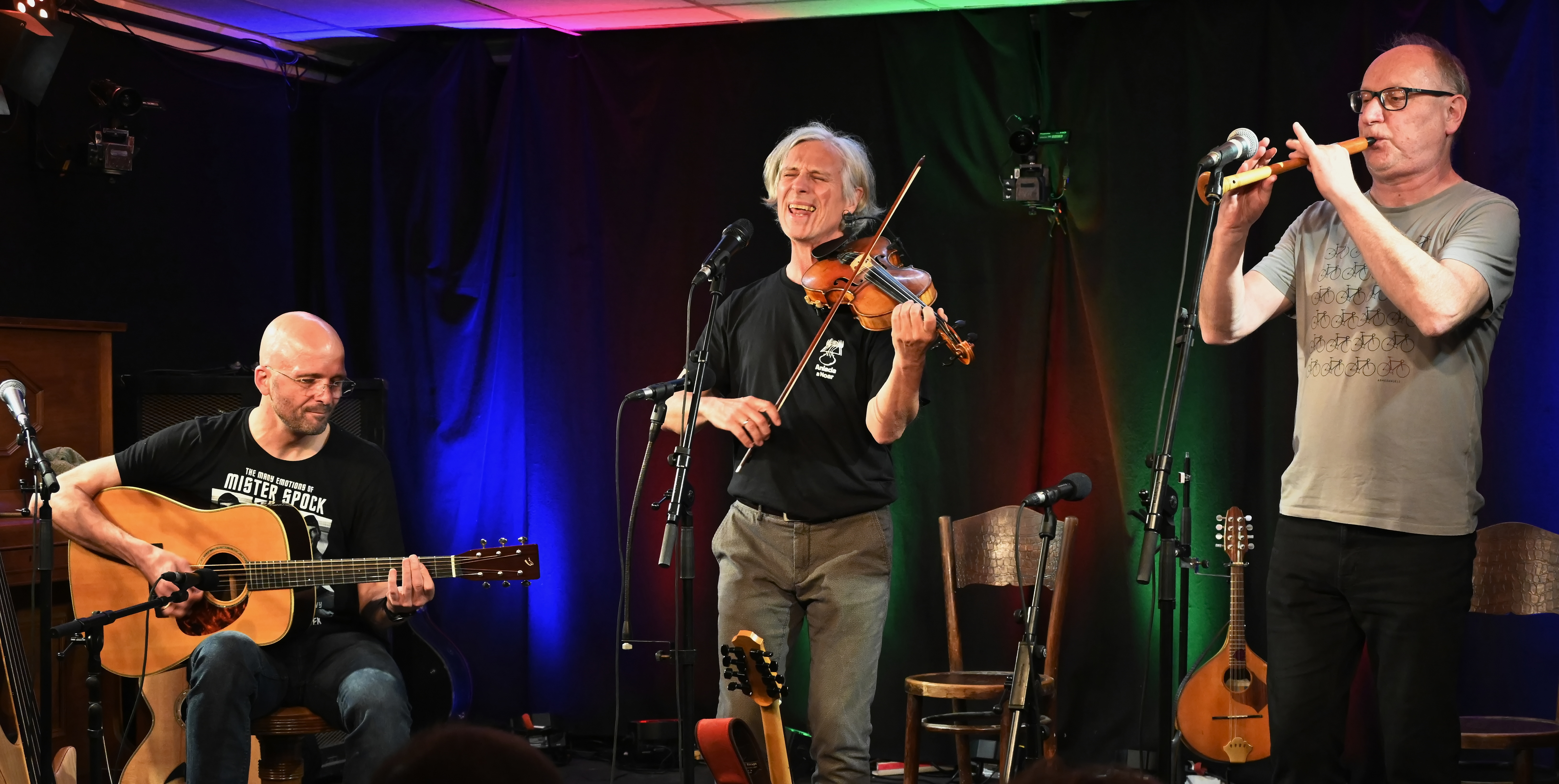
Aniada a Noar mit Martin Moro, Andreas Safer und Wolfgang Motz, 2022

- Zwiezupf (1987–1994, Gitarrenduo mit Hannes Urdl, CDs: Zwiezupf, Collage)
- Squadune (1988 als Folkquartett, Michael Krusche und Andreas Safer von a niada a noar, sowie Hubert Dohr)
(1998–2007 als Folk-Trio, Hubert Dohr und Geiger Kurt Bauer (von Deishovida), 2000 durch Stephan „Stoney“ Steiner ersetzt, CDs: Invasion of the machochest, Black Forest Tales)
- Graymalkin (1995–2000 CD: paniert)
- Quodlibet (1991–1998 CD: heiter bis folkig)
- Moro|Buchholz (ab 1998 mit dem deutschen Fernsehjournalisten Martin Buchholz, CDs: Herz in der Hand, Lebensläufer, Alles Liebe, Das gibt es noch)
- Boyz of Summer (ab 2001, mit dem Singer/Songwriter Jeff Johnson USA, Nightnoise Flötisten Brian Dunning (Irland), und dem Cellisten Jozef Luptak (Slowakei))
- Landluft (ab 2005)
- Catering Absorbers (ab 2006, mit Martin Burböck (steir. Harmonika) und Wolfram Derschmidt (Kontrabass))
- Aniada a Noar (ab 2022, mit Andreas Safer (Geige, Mandoline, Maultrommel, Fujara, Gesang) und Wolfgang Motz (Flöte, Dudelsack, Gesang))

## Tourneen, Aufführungen, Konzerte und Theater
- 1987
  - erste Konzerte als Gitarrist
  - Auftritt beim Folk- und Blues-Festival Luxemburg
- 1988 bis 1992
- Konzerte mit Zwiezupf in ganz Österreich, Deutschland, Italien und Ungarn
  - Auftritte mit dem aus den USA stammenden Singer/Songwriter Chuck LeMonds
  - Mitwirkung im Kindertheater Till Eulenspiegel von Kurt Shalaby
- 1994
  - Abschiedstournee mit Zwiezupf
  - Mitarbeit bei Tourneen der Musikliederlyriktanzundclownerietruppe Quodlibet quer durch Deutschland
- 1995 Tourneen mit Quodlibet
- 1996
  - musikalische Mitwirkung bei dem Musical David in Deutschland
  - Tournee mit Quodlibet
- 1997 Zwei Tourneen mit Quodlibet
- 1998 Tour mit Quodlibet
- 2001
  - Tournee mit Martin Buchholz
  - Tournee mit Squadune
  - Solokonzerte
  - Gemeinsamer Auftritt mit dem aus den USA stammenden Singer/Songwriter Don Newby
  - Workshops für Akustikgitarre und Bandarrangement auf der International Arts Conference auf Schloss Mittersill
  - Workshops für Akustikgitarre und Bandarrangement beim BATL (Bring the Arts to Life) in Bad Leonfelden
  - gemeinsames Konzert mit dem Singer/Songwriter Jeff Johnson (USA), Nightnoise-Flötisten Brian Dunning (Irland), und dem Cellisten Jozef Luptak (Slowakei), Projektname Boyz of Summer
- 2002
  - Tournee mit Martin Buchholz
  - Tournee mit Squadune
    - Solotournee

  - Konzert mit den Boyz of Summer
  - Gastmusiker bei den Shenanigans
- 2003
  - Tournee mit Squadune
  - Tournee mit Martin Buchholz
  - Solokonzerte
  - Konzert mit der aus den USA stammenden Sängerin Julee Glaub im Rahmen der int. Arts Conference Mittersill
  - „Adventskalender“- Tour mit Carola Laux, Sarah Kaiser, Andi Laux, Ebi Rink und Willi Platzer
- 2004
  - Konzerte mit Squadune
  - Konzerte mit Danny Scott
  - Solokonzerte
- 2005
  - Musik für das Theaterstück Loveletters mit Lechthaler & Belic
  - Konzerte mit Squadune
  - Konzerte mit Landluft
  - Konzerte mit Jeff Johnson und Brian Dunning
  - Tournee mit Jozef Lupták und Julee Glaub durch Österreich, Schweiz und Frankreich
  - Solotour Bluesy Christmas
- 2006
  - Livekonzert mit der aus Toronto/Kanada stammenden Singer/Songwriterin Jeanine Noyes
  - Workshops für Akustikgitarre und Bandarrangement
  - Komposition und Produktion der Theatermusik für das Kishon-Stück Es war die Lerche von Lechthaler& Belic
  - Konzertserie in Venezuela mit dem Projekt HaShem-the Name
  - Konzerte mit Squadune in Österreich, Deutschland, Schweiz und Italien
  - Konzerte mit Landluft
  - Konzerte mit den Catering Absorbers
  - Solokonzerte, z. T. mit Unterstützung durch Berndt Luef (vibes) und Martin Burböck (diat. Akk.)
  - Solotournee mit dem Programm Bluesy Christmas
- 2007 Konzerte mit Squadune
  - Konzerte mit Landluft
  - Solokonzerte in Österreich, Deutschland, Italien und Frankreich
  - Fernseh-Live-Konzert auf H1